# Пурджа, Нирмал
Нирмал «Ним» Пурджа MBE (род. 25 июля 1983, Мьягди, Гандаки-Прадеш, Непал) — непальский альпинист, бывший гуркха и солдат Особой лодочной службы (SBS), элитного подразделения спецназа Королевского флота Великобритании. В 2019 году установил мировой рекорд — поднялся на все четырнадцать гор-восьмитысячников за рекордно короткое время — 6 месяцев 6 дней. В настоящее время (октябрь 2021 года) является единственным в мире человеком, поднявшимся на четырнадцать гор-восьмитысячников с первой попытки.

## Ранний период жизни
Родился в районе Мьягди недалеко от Дхаулагири, на высоте 1600 метров над уровнем моря, и вырос в районе Читван. Происходит из народа магаров.
В 2003 году вступил в бригаду гуркхов, в 2009 году в Особую лодочную службу. В 2018 году ушёл в отставку в звании младшего капрала, после чего сосредоточился на альпинистской карьере.
Совершил свой первый серьёзный подъём в 2012 году, достигнув вершины Лобуче Восточная без какого-либо предыдущего опыта альпинизма.
18 мая 2014 года покорил свой первый восьмитысячник, Дхаулагири (8167 метров).
13 мая 2016 года покорил свой второй восьмитысячник — Эверест.
15 мая 2017 года Пурджа возглавил Гуркскую экспедицию «G200E», которая покорила Эверест вместе с 13 гуркхами, чтобы отпраздновать 200-летие службы гуркхов в британской армии.
9 июня 2018 года стал членом ордена Британской империи (MBE) за выдающуюся работу в высотном альпинизме.

## Проект «Возможность 14/7»
| Гора         | Высота (м) | Дата восхождения   |
| ------------ | ---------- | ------------------ |
| Аннапурна    | 8091       | 23 апреля 2019     |
| Дхаулагири   | 8167       | 12 мая 2019        |
| Канченджанга | 8586       | 14 мая 2019        |
| Эверест      | 8848       | 05:30, 22 мая 2019 |
| Лхоцзе       | 8516       | 15:45, 22 мая 2019 |
| Макалу       | 8485       | 24 мая 2019        |
| Нангапарбат  | 8126       | 3 июля 2019        |
| Гашербрум I  | 8080       | 15 июля 2019       |
| Гашербрум II | 8035       | 17 июля 2019       |
| К2           | 8614       | 24 июля 2019       |
| Броуд-Пик    | 8051       | 26 июля 2019       |
| Чо-Ойю       | 8201       | 23 сентября 2019   |
| Манаслу      | 8156       | 27 сентября 2019   |
| Шишабангма   | 8027       | 29 октября 2019    |

15 марта 2019 года Нирмал Пурджа объявил о старте программы «Project Possible — 14/7», целью которой стало восхождение на 14 восьмитысячников в течение одного сезона за семь месяцев. Участники планировали использовать дополнительный кислород.
Первой горой проекта для Нирмала стала Аннапурна, на которую он вместе с членами своей команды поднялся 23 апреля. После спуска Нирмал с командой узнали о том, что на горе терпит бедствие малайзиец. Непальцы включились в спасательные работы и вертолётом были заброшены в третий лагерь на высоте 6500 м. Преодолев вертикальный километр, они смогли добраться до альпиниста и спустить его в третий лагерь, где его забрал вертолёт. Несмотря на усилия, 3 мая Вуй Кин Чин скончался в больнице.
Несмотря на задержку на Аннапурне и потраченные во время спасательных работ силы, непальская команда продолжила программу и 12 мая Пурджа поднялся на вершину Дхаулагири. Во время спуска непальцам вновь пришлось принять участие в спасательной операции, оказывая помощь попавшим в снежную бурю индийским альпинистам. Несмотря на это, уже 14 мая Пурджа поднялся на третью вершину мира — Канченджангу.
22 мая команда Нирмала покорила сразу две вершины. В это день в 5:30 утра Пурджа поднялся на вершину Эвереста, а в 15:45 покорил Лхоцзе, установив рекорд скоростного прохождения связки этих двух гор. Ещё через два дня непалец завершил весеннюю часть программы, поднявшись на Макалу. Связку из Джомолунгмы, Лхоцзе и Макалу Пурджа прошёл за 48 часов и 30 минут, что также стало новым рекордом. В весенней части программы Нирмалу помогали шерпы Мингма «Давид» Шерпа, Зексон Сон, Гельен Шерпа и Тенси Касанг.
7 июня 2019 Пурджа заявил о том, что прерывает программу из-за проблем с финансированием. Однако в дальнейшем средства были найдены и непальская команда продолжила восхождения, покорив 3 июля Нангапарбат. Две недели спустя Пурджа покорил Первый и Второй Гашербрумы, 15 и 17 июля соответственно.
Следующей целью Нирмал выбрал К2, несмотря на то, что на склонах сложилась сложная ситуация из-за большого количества снега в предвершинном кулуаре «бутылочное горлышко». Утром 24 июля Пурджа с командой помощников, в которую входили Лакпаденди Шерпа, Гашман Таманг, Чангба Шерпа и Лакпа Темба поднялись на вторую вершину мира, открыв путь другим командам. Уже через два дня Пурджа закончил пакистанскую часть программы, поднявшись на вершину Броуд-Пика. На пять восьмитысячников в Пакистане непалец потратил всего 23 дня, установив помимо этого скоростной рекорд прохождения трёх высочайших вершин мира (Эверест, К2 и Канченджанга), потратив на их преодоление 70 дней.
Третий и последний этап проекта начался в сентябре 2019 года. Нирмал совершил восхождение на Чо-Ойю 23 сентября и на Манаслу 27 сентября. Неожиданные проблемы возникли с последним и самым низким восьмитысячником — Шишабангмой, разрешение на штурм которой китайские власти не выдавали. Пурджа даже рассматривал отказ от штурма в пользу восхождения на Гьячунг-Канг — пятнадцатую гору мира и высочайший семитысячник. Однако после официального обращения непальского правительства к Китаю специальное разрешение на восхождение на Шишабангму было получено. 18 октября Нирмал в составе команды из пяти человек отправился в Тибет для штурма своего последнего восьмитысячника. Несмотря на сложные погодные условия, ранним утром 29 октября Нирмал Пурджа взошёл на Шишапангму, успешно завершив свой проект.
На 14 восхождений затратил 6 месяцев и 6 дней (177 дней), превзойдя предыдущее рекордное время корейца Ким Чхан Хо более чем на семь лет.

## Зимнее первопрохождение К2
26 ноября 2019 года объявил о своей экспедиции на К2 в зимнем сезоне 2020/2021 года, ставя целью осуществить первое в истории зимнее восхождение на вторую вершину планеты. 25 декабря 2020 года Пурджа со своей командой прибыл в базовый лагерь, планируя осуществить восхождение по ребру Абруцци. До Нового года команда Нирмала в сотрудничестве с еще одной непальской командой под руководством Мингмы Галйе Шерпы совершила акклиматизационный подъем до третьего высотного лагеря на высоте 7200 метров.
11 января участники экспедиции обнаружили, что прошедший ураган полностью уничтожил второй высотный лагерь, поэтому им пришлось повторять заброску снаряжения.
Утром 16 января 2021 года Мингма Галйе сообщил, что совместная команда непальских альпинистов прошла технически сложный предвершинный кулуар «бутылочное горлышко» и вышла к вершине К2. В 17:00 по местному времени непальцы взошли на вершину Чогори, осуществив первое зимнее восхождение на К2 — последний восьмитысячник, который оставался непокорённым в холодное время года. Вместе с Пурджей на вершину вошли Дава Темба Шерпа, Пемчири Шерпа, Гельже Шерпа, Мингма Тензи Шерпа, Мингма Дэвид Шерпа из его команды, Мингма Галйе Шерпа с Давой Тенджингом Шерпой и Кили Пембой Шерпой, а также Сона Шерпа из команды Seven Summit Treks.
Спустя два дня после спуска в базовый лагерь Пурджа ответил на критику некоторых альпинистов, упрекавших непальскую команду в использовании дополнительного кислорода, заявив, что при восхождении на Чогори он не пользовался кислородными баллонами, совершив таким образом бескислородное восхождение.

## Книга Beyond Possible
12 ноября 2020 года в свет вышла книга Нирмала «Beyond Possible», в которой он рассказал свою полную автобиографию.
В сентябре 2021 года издательство «Бомбора» выпустило книгу на русском языке под названием «За гранью возможного». Биография самого известного непальского альпиниста, который поднялся на все четырнадцать восьмитысячников», а в марте 2022 года вышло переиздание книги в новом оформлении, ISBN 978-5-04-118859-7.